# Youssef Aboul-Kheir
Youssef Aboul-Kheir (ur. 23 września 1943 w Kaum Gharib) – egipski duchowny katolicki obrządku koptyjskiego, biskup Sauhadżu w latach 2003-2019.

## Życiorys
17 września 1972 otrzymał święcenia kapłańskie i został inkardynowany do eparchii Sauhadżu. Pracował duszpastersko w Luksorze i Sauhadżu, pełnił także funkcję rektora niższych seminariów w Maadi i Tahta.

### Episkopat
5 sierpnia 2003 został wybrany biskupem Sauhadżu. Cztery dni później wybór ten został zatwierdzony przez Jana Pawła II. Sakry biskupiej udzielił mu 13 listopada 2003 ówczesny patriarcha aleksandryjski Kościoła koptyjskiego - Stefan II Ghattas.
14 czerwca 2019 przeszedł na emeryturę, a jego następcą został Basilios Fawzy Al-Dabe.